# Вилья-Хуарес (Сан-Луис-Потоси)
Вилья-Хуарес (исп. Villa Juárez) — город и муниципалитет в Мексике, входит в штат Сан-Луис-Потоси. Население — 3369 человек.

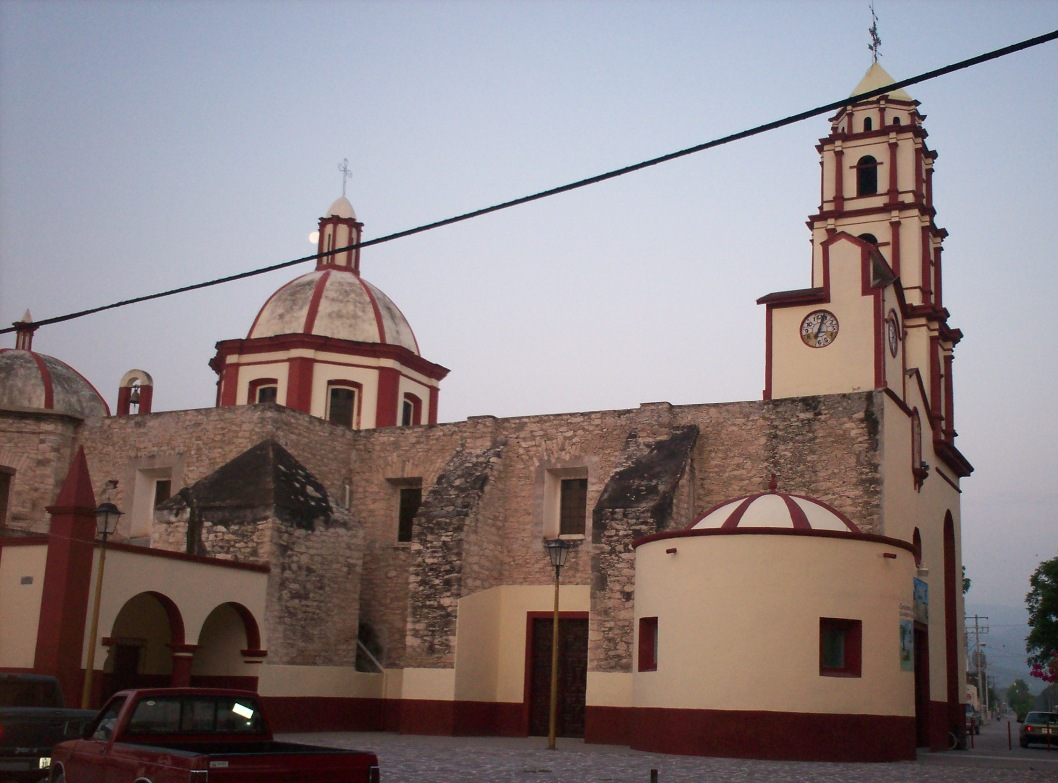